# Алекс Керви
А́лекс Ке́рви (настоящее имя Александр Кривцов) — российский переводчик с английского, писатель, исследователь массовой и контркультур, основатель издательства «Adaptec Company/T-ough-Press». Наиболее известен, как создатель и редактор т.н. «оранжевой серии», она же «Альтернатива» в издательстве «АСТ».

## Биография
Настоящее имя Алекса Керви – Александр Кривцов. Родился 3 октября 1973 года в Москве. Учился в спецшколе № 42 с углубленным изучением английского языка и, параллельно, в музыкальной школе по классу фортепиано. Занимался в джазовой студии по классу бас-гитары и контрабаса. С конца 1986 по 1989 гг. играл в составе джаз-бенда в ресторанах и на вечерах музыки.
В 1990 году в возрасте 16 лет поступил на истфак МГУ им. Ломоносова. Основал панк-группу «Strangers» (с 1992 г. переименованную в «Т» (читается, как «Тау»). В 1992—1993 годах работал на радио «Эхо Москвы». В 1995 вел авторские программы «Блюзобразие» и «Гонзо» на радиостанции «Бумеранг».
В 1994 году переехал в Лондон (по легенде в этнографическую экспедицию), где женился, вследствие чего приобрёл вид на жительство. В 1995-96 годах работал актёром озвучания и радиоведущим на ВВС, а также редактором журнала «О!», который издавал Сева Новгородцев.
1996 - 1997 годы — редактор, менеджер по издательским проектам издательской компании Britanica Media Ltd. Первые рассказы Керви публиковала Маргарита Пушкина в «Забриски Пойнт», «Easy Rider», «Василиске». Серия лондонских путевых заметок, «Волки стенают и дохнут в овчарне», была опубликована в контркультурном альманахе «Забриски Райдер» и журнале «О!» и принесли Керви широкую известность.
В 1997 году вернулся в Россию, защитил дипломную работу «Молодёжные субкультуры США и Великобритании с конца 40-х по наши дни».  
В 1998 году Керви окрестил себя Стивом Таббардом и стал главным редактором журнала «Мир Звезд Футбола», выпустил более 100 статей и материалов. Начинает плодотворное сотрудничество с Ильей Кормильцевым и Максимом Немцовым.
В 1999 году создал интернет-альманах «T-ough», на основе которого занялся переводческой и издательской деятельностью, по знакомству российского читателя с яркими представителями американской контркрультуры.  В частности, с произведениями Уильяма С. Берроуза, Хантера С. Томпсона, поэзией Чарльза Буковски. Первые книги выпускались за собственный счёт под лейблом «Adaptec/ T-ough Press».
В 2001 заключил контракт с крупнейшим российским издательством «АСТ», став впоследствии креативным директором серии «Альтернатива». Серия стала заметным издательским проектом, приобретшим черты культового. Также известна, как «Оранжевая серия» из-за характерного оформления обложек.
В 2008 году контракт Керви с «АСТ» был разорван. Сам Керви называл это сотрудничество «успешно проведенной Большой Игрой по выкачиванию из буржуазной корпорации средств на антибуржуазные проекты». Под обложкой «Альтернатива» с логотипом «Т» (перевод команды Керви) вышло 84 книги в твердом переплете и около 50-ти в мягком. Некоторые книги из этой серии были впоследствии запрещены ФСКН РФ. 
С 2008 года в дополнение к работе по собственным проектам в рамках компании «Adaptec/ T-ough Press». С 2009 основал лейбл T-ough Records и стал партнером Solnze Records, в качестве сопродюсера выпустив вместе с Олегом «Бертом» Тарасовым альбом Messer Chups «Heretic Channel» и ряд других проектов. 
В настоящее время Керви — креативный директор и редактор Издательского Дома «Кислород». 

## Примечательные факты
- В 1998 году из-за опубликованного интервью с Керви для «Независимой Газеты» был уволен Илья Фальковский[7][8].
- В 2005 году участвовал в записи трибьюта Боба Дилана, который вышел в качестве приложения к журналу Uncut.
- Контракт на издание переводов трудов Хантера Стоктона Томпсона был подписан и получен лично от автора. Этому способствовала личная встреча в Лондоне в 1997 году[4][12].
- В качестве партнера Джеймса Хэвока/Уильямсона выпустил вместе с Cosmosodomistic/Сosmodelic три альбома легендарной британской группы Zodiac Mindwarp & The Love Reaction, последний из которых, «Rock Savage», издан в 2005 году.

## Критика
Переводы Алекса Керви в профессиональной и читательской среде оцениваются неоднозначно. Однако в профессиональной среде переводчиков и книгоиздателей высоко оценивается энтузиазм Керви и его деятельность, связанная с популяризацией маргинальной литературы. 

Илья Кормильцев:  
Алекс Керви — человек многогранный, хотя больше известен окружающему миру как переводчик (на его счету «Джанки» Берроуза и «Страх и отвращение в Лас-Вегасе» Хантера-Томпсона) и отличается активной деятельностью в околоинтеллектуальном сообществе [...]. Позирующий то как кроулианец, то как скинхед, то как агент галактической разведки, Керви — типичный продукт взорвавшейся андеграундом Москвы 1990-х, певец того же шизового стиля, откуда Гарик Осипов и Дмитрий Пименов. Чего он только не успел! 

### Авторские произведения
1. Морские Ренегаты (роман)
2. Волки Стенают и Дохнут в Овчарне (рассказы)
3. Книга Правды (сборник статей и интервью, включившая в себя повесть «От Гластонбери к Редингу»)
4. Палата -+ (роман, не опубликован)
5. Последний Экспресс (повесть, в соавторстве с Дмитрием Факовским)

### Переводы
Хантер Томпсон
1. «Страх и Отвращение в Лас-Вегасе»
2. «Страх и отвращение предвыборной гонки '72» (совместно с Натальей Нарциссовой)
3. «Ангелы Ада»
4. «Эй, болваны»

Уильям Берроуз
1. «Джанки»
2. «Письма Яхе»
3. «Досье Берроуза»
4. «Падение искусства» (эссе, входит в сборник «Счётная машина»)

Ирвин Уэлш
1. «Трейнспоттинг»
2. «Эйсид Хаус»

Прочие
1. Алистер Кроули, «Дневник Наркомана»
2. Фрэнсис Кинг «Мегатерион. Магика Алистера Кроули»
3. Брайон Гайсин, «Процесс»
4. Стюарт Хоум, «69 мест, где надо побывать с мертвой принцессой»
5. Джефф Нун. «Вирт»
6. Джон Кинг. «Фабрика Футбола»
7. Ноам Хомский. «Государство будущего»
8. Марк Мэннинг. «Мототрек в Ад»
9. Стив Айлетт. «Линт»